# El codi Da Vinci (pel·lícula)
|  | Aquest article tracta sobre la pel·lícula. Vegeu-ne altres significats a «El codi Da Vinci (desambiguació)». |

El codi Da Vinci (original, The Da Vinci Code) és una pel·lícula americana de 2006. Es tracta d'un thriller de misteri produït per John Calley i Brian Grazer i dirigida per Ron Howard. El guió va ser escrit per Akiva Goldsman segons adaptació de la novel·la best-seller de Dan Brown del mateix nom. La pel·lícula és protagonitzada per Tom Hanks, Audrey Tautou, Ian McKellen, Alfred Molina, Jürgen Prochnow, Jean Reno i Paul Bettany. Ha estat doblada al català.

## Argument
A la pel·lícula, el protagonista principal, Robert Langdon, un professor d'iconografia religiosa i de simbologia de la Universitat Harvard, és el principal sospitós en l'assassinat macabre i inusual del comissari del Louvre, Jacques Saunière. Langdon aconsegueix escapar-se amb l'ajuda d'una criptògrafa de la policia, Sophie Neveu, i durant la seva fugida emprenen la recerca del llegendari Sant Grial. Tots dos són perseguits per un obstinat capità de policia, Bezu Fache. Un destacat historiador britànic del Grial, Sir Leigh Teabing, els diu que el Sant Grial està explícitament codificat en la pintura de Leonardo da Vinci "El Sant Sopar". Un grup secret dins l'Opus Dei també es troben immersos en la recerca del Grial convençuts que aquest conté un secret, la revelació del qual és capaç de destruir el cristianisme.

## Repartiment
- Tom Hanks: Professor Robert Langdon
- Audrey Tautou: Sophie Neveu
- Ian McKellen: Sir Leigh Teabing
- Paul Bettany: Silas
- Jean Reno: Bezu Fache
- Alfred Molina: bisbe Manuel Aringarosa
- Jürgen Prochnow: André Vernet
- Charlotte Graham: Mary Magdalene
- Etienne Chicot: tinent Jérôme Collet
- Jean-Yves Berteloot: Remy Jean
- Jean-Pierre Marielle: Jacques Saunière
- Hugh Mitchell: Silas, de jove
- Seth Gabel: Michael
- Marie-Françoise Audollent: Germana Sandrine

### Cameos
- L'autor Dan Brown i la seva dona es poden veure en el (fora de focus) fons d'una de les escenes de signatura del llibre.
- Els autors del llibre The Templar Revelation , Lynn Picknett i Clive Prince fan una breu aparició: passatgers en un autobús.

## Premis i nominacions

### Nominacions
- 2007. Globus d'Or a la millor banda sonora original per a Hans Zimmer
- 2007. Grammy a la millor banda sonora per pel·lícula, televisió o altre mitjà visual per a Hans Zimmer